# سيرج كوربن
سيرج كوربن هو راكب الكنو كندي، ولد في 26 ديسمبر 1956.